# 탱크 (프로게이머)
탱크(본명: 박단원, 1995년 11월 18일 ~ )는 대한민국의 전직 리그 오브 레전드 프로게이머로 아이디는 Tank였다. 포지션은 미드라이너였다.

## 선수 생활
2015년 2월, 나진 e-mFire에 입단하면서 프로 커리어를 시작했다. 2015년 2월 25일, SK텔레콤 T1과의 경기에서 프로 데뷔전을 치렀다. 데뷔전이었음에도 이 경기 2세트에서 펜타킬을 기록하는 활약을 보여주었다. 서머 시즌에서는 챌린저스에 출전했다.
2016시즌을 앞두고 스네이크 e스포츠에 입단했다. 스프링 시즌에서는 좋은 모습을 보여주었다. 서머 시즌에서도 안정적인 모습을 보여주었다.
2017 서머 시즌을 앞두고 영 글로리에 입단했다.
2018년 3월, LDL의 onlygame에 입단했다. 2018시즌 종료 후 팀에서 퇴단했다.
2019년 6월 5일, 팀 ESC에 입단했다. 팀 ESC에서 주전으로 활동했다.
2020시즌을 앞두고 스피어 게이밍에 입단했다.
2020 서머 시즌을 앞두고 PCS의 PSG 탈론에 입단했다. 서머 시즌 팀의 롤드컵 진출에 기여했다. 2020시즌 종료 후 팀에서 퇴단했다.

## 소속팀
| # | 팀명             | 소속 기간             | 소속 리그 | 비고 |
| - | ---------------- | --------------------- | --------- | ---- |
| 1 | 나진 e-mFire     | 2015.02~2015.11.30    | LCK       |      |
| 2 | 스네이크 e스포츠 | 2015.12.30~2017.05.19 | LPL       |      |
| 3 | 영 글로리        | 2017.05.19~2017.12.25 | LSPL      |      |
| 4 | onlygame         | 2018.03.02~2018.11.04 | LDL       |      |
| 5 | 팀 ESC           | 2019.06.05~2020.01.29 | CK        |      |
| 6 | 스피어 게이밍    | 2020.01.29~2020.06.07 | CK        |      |
| 7 | PSG 탈론         | 2020.06.08~2020.11.04 | PCS       |      |

## 수상 내역
- 퍼시픽 리그 챔피언십 시리즈 서머 2020 준우승